# (12154) Callimaque
(12154) Callimaque, désignation internationale (12154) Callimachus, est un astéroïde de la ceinture principale.

## Description
(12154) Callimaque est un astéroïde de la ceinture principale. Il fut découvert par Cornelis Johannes van Houten, Ingrid van Houten-Groeneveld et Tom Gehrels le 26 mars 1971 à l'observatoire Palomar. Il présente une orbite caractérisée par un demi-grand axe de 3,01 UA, une excentricité de 0,058 et une inclinaison de 9,97° par rapport à l'écliptique.
Il fut nommé en hommage à Callimaque de Cyrène (305-240 av. J.-C.), poète grec qui travailla à Alexandrie.

## Compléments